# Webb Wilder

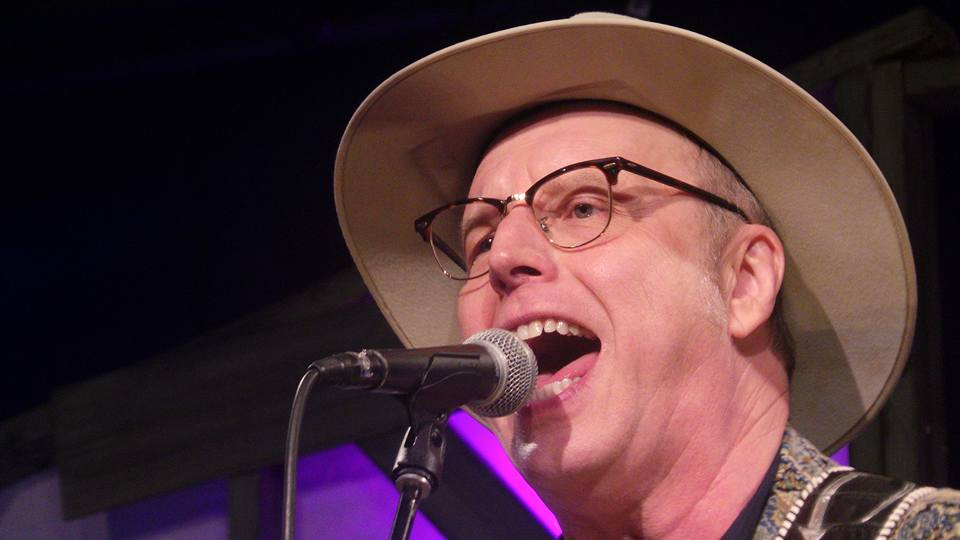
Webb Wilder, 2015

Webb Wilder (* 19. Mai 1954 in Hattiesburg, Mississippi als John Webb McMurry) ist ein US-amerikanischer Country-Rock- und Rock-’n’-Roll-Musiker und Schauspieler.

## Leben
Wilder wurde 1954 in Hattiesburg, Mississippi geboren und zog 1976 mit seinem Jugendfreund Bobby Field nach Austin, Texas, wo sie ihren ersten Live-Auftritt in einer Oben-ohne-Bar absolvierten. 1985 folgte der Umzug nach Nashville und die ersten Schallplattenaufnahmen.
Der Webb Wilder-Charakter wurde von McMurrys ursprünglich 1984 für den Kurzfilm Webb Wilder Private Eye innerhalb der Comedy-Sendung Night Flight geschaffen, in der er einen Hillbilly-Privatdetektiv darstellt. Neben seiner musikalischen Laufbahn tritt Wilder regelmäßig als Schauspieler auf. Für XM Satellite Radio ist Wilder als DJ und Moderator tätig.
Die Presse lobt regelmäßig Wilders gelungene Mischung aus Blues, Country-Musik, Rockabilly, Soul und Rockmusik.
Wilder ist der Neffe von Lillian und Willard McMurry, den Gründern des Trumpet Records Musiklabel.

## Diskographie

### Alben
- 1986: It Came from Nashville
- 1989: Hybrid Vigor
- 1991: Doo Dad
- 1995: Town & Country
- 1996: Acres of Suede
- 2005: About Time
- 2005: Scattered Smothered & Covered
- 2006: Tough It Out (Live In Concert)
- 2007: It's Live Time!
- 2008: Born To Be Wilder
- 2009: More Like Me
- 2015: Mississippi Moderne
- 2018: Powerful Stuff!
- 2020: Night Without Love

### Singles und EPs
- 1989: Cold Front / What's Gone Wrong With You
- 1989: Hittin' Where It Hurts / Louisiana Hannah
- 1989: Human Cannonball / Wild Honey
- 1991: Tough It Out
- 2013: Yard Dog / Lucy Mae Blues
- 2021: New Day

## Filmografie
- 1984: Webb Wilder, Private Eye in 'The Saucer's Reign'
- 1990: Lunettes noires pour nuits blanches (TV-Serie, eine Folge)
- 1991: Horror Hayride
- 1992: Paradise Park
- 1993: The Thing Called Love – Die Entscheidung fürs Leben (The Thing Called Love)
- 1999: The Perfect Specimen
- 2002: Pueblo sin suerte
- 2012: Super Zeroes
- 2016: The Purloined Guitar